# L'altra Grace (miniserie televisiva)
L'altra Grace (Alias Grace) è una miniserie televisiva canadese diretta da Mary Harron ed interpretata da Sarah Gadon. È basata sul romanzo omonimo di Margaret Atwood del 1996 ed adattato da Sarah Polley. La serie è formata da sei episodi. È stata trasmessa su CBC dal 25 settembre 2017 al 30 ottobre 2017, e su Netflix, a livello internazionale, dal 3 novembre 2017.
Prima della première della serie, i primi due episodi sono stati proiettati al Toronto International Film Festival 2017 nella line-up Primetime dei programmi televisivi selezionati.
La serie è stata il terzo adattamento di uno dei romanzi della Atwood trasmesso in televisione nel 2017, dopo The Handmaid's Tale (adattato per Hulu) e Wandering Wenda (adattato per il blocco CBC Kids della CBC Television).

## Trama
Tratta dal romanzo di Margaret Atwood, ispirato a una storia vera, la miniserie racconta le vicende di Grace Marks, una domestica immigrata dall'Irlanda in Canada. La serie racconta come la Marks fu arrestata nel 1843, forse ingiustamente, per l'omicidio del suo datore di lavoro Thomas Kinnear. Anche la domestica (e amante) incinta di Kinnear, Nancy Montgomery, era stata uccisa, gettata in cantina e fatta a pezzi. Il tuttofare e stalliere James McDermott, esecutore materiale del delitto, fu condannato a morte e impiccato. Grace Marks, che all'epoca non aveva nemmeno sedici anni, fu inizialmente condannata a morte, poi la pena fu commutata nel carcere a vita.
La Marks, tuttavia, sostenne di non aver compiuto il delitto ma le testimonianze che la inchiodavano furono irrefutabili ed entrò in carcere il 19 novembre 1843. Ottenne il perdono e fu liberata nel 1872. Diversamente che nella realtà, in L'altra Grace la protagonista trova un alleato nel dottor Simon Jordan, incaricato di aiutare Grace a capire e ricordare il suo oscuro passato, tramite una serie di colloqui in cui il medico cerca di resistere all'oscura attrazione che prova per la giovane donna.